# Chaetopteroplia syriaca
Chaetopteroplia syriaca är en skalbaggsart som beskrevs av Hermann Burmeister 1844. Chaetopteroplia syriaca ingår i släktet Chaetopteroplia och familjen Rutelidae. Inga underarter finns listade i Catalogue of Life.